# Gharinda Union
Gharinda Union (bengalisch ঘারিন্দা ইউনিয়ন) ist eine Union, die kleinste Verwaltungseinheit von Bangladesch. Sie liegt im Tangail Sadar Upazila, Tangail District und befindet sich 4 km östlich von Tangail am Ufer des Flusses Bongshai.

## Geographie
Der Ort liegt westlich von Tangail an der N5 und wird im Nordosten und Osten vom Fluss Bongshai begrenzt. Im Süden schließt sich Karatia Union an.

### Verkehr
Die Tangail Railway Station für die Stadt Tangail liegt auf dem Gebiet von Gharinda Bazar in der Verwaltungseinheit.

## Demographie
2011 (2011 Bangladesh census) wurden für Gharinda Union 7.496 Haushalte und 31.817 Einwohner angegeben.
Die Alphabetisierungsrate (ab 7 Jahren) lag bei 45,1 % (Männer 48,4 %, Frauen 42,1 %).

## Sehenswürdigkeiten
Im Ortsgebiet liegt der Park Soul Park (সোল পার্ক), in der Nähe des Bahnhofs und in der Nähe des Flusses im Osten das Walton Farm House (ওয়ালটন খামার বাড়ি).